# 1re brigade provisoire des Marines
Pour les articles homonymes, voir 1re brigade.
Ne doit pas être confondu avec 1re brigade expéditionnaire des Marines.

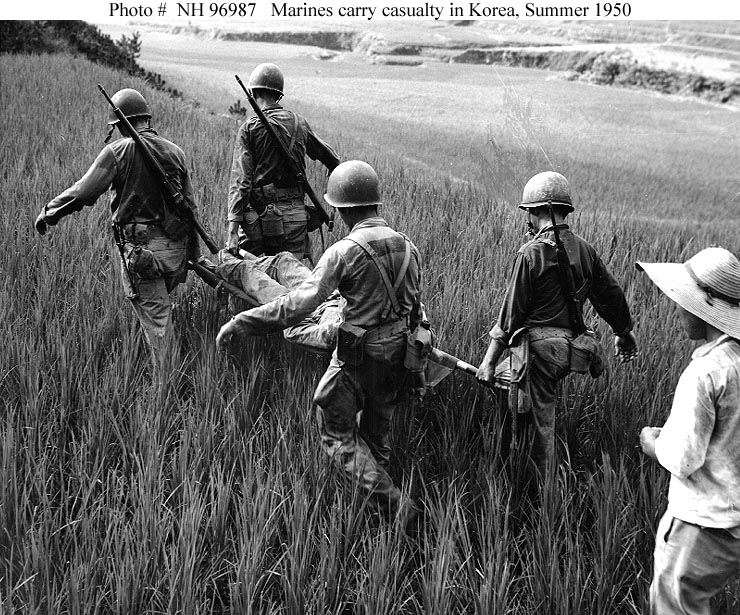
Soldats de la Provisional Marine Brigade lors de la guerre de Corée.

La 1re brigade provisoire des Marines (anglais : 1st Provisional Marine Brigade) surnommée la Fire Brigade, est une brigade d'infanterie du Corps des Marines des États-Unis qui a existé périodiquement entre 1912 et 1950. C'était une unité formée pour des opérations spécifiques et n'est pas considérée une unité « permanente » des Marines. La brigade a été activée cinq brèves fois pour le service actif sur une période de quarante ans.
D'abord créée pour le service à Cuba après la Negro Rebellion (en) en 1912, la brigade a été activée en 1941 à la suite de l'occupation de l'Islande par les troupes britanniques pendant la Seconde Guerre mondiale. De nouveau, pour la bataille de Guam dans la guerre du Pacifique, la brigade a mené un débarquement amphibie sur le sud de cette île. Elle a été activée une fois de plus dans un bref changement d'organisation après la guerre. 
Puis la brigade a été formée en 1950 pour la guerre de Corée. La brigade a participé notamment à une contre-attaque à Masan et à la première et seconde bataille du Nakdong sous le commandement de Edward A. Craig. Au 1er septembre 1950, son effectif est de 4 290 Marines.
La brigade a été activée une dernière fois pour être fusionnée avec la 1re division des Marines.